# AES3
AES3 (также известен как AES/EBU) — стандарт передачи цифровых звуковых сигналов между аудиоустройствами. Разработан Обществом звукоинженеров (англ. Audio Engineering Society, AES) и Европейским вещательным союзом (англ. European Broadcasting Union, EBU) и впервые опубликован в 1985 году, позднее исправлен в 1992, 2003 и 2009 годах. Некоторое различие физических разъёмов также определяется частью всей группы стандартов. Родственная система, S/PDIF, разработана как потребительская версия AES/EBU, использующая тип разъёмов, более распространённый в бытовой среде.

## Стандарты
Интерфейс для последовательной цифровой передачи двух каналов цифровых аудиоданных с периодической выборкой и линейным представлением был стандартизован в нескольких организациях:
- в AES в качестве стандарта AES3[1], последнее издание 2009 года с пересмотром в 2014,
- в EBU, как стандарт Tech.3250-E[3], последняя публикация 2004 года,
- в МЭК, как IEC 60958-4[4], стандарт 2008 года,
- в МСЭ-R, как рекомендация BS.647-3[5], опубликована в 2011 году.

## Аппаратная реализация
Стандарт AES3 соответствует международному стандарту МЭК 60958. Используется три типа физического подключения, описанных МЭК 60958:
- МЭК 60958 тип I симметричный — трёхпроводной, 110-омный двужильный кабель с разъёмом XLR, используется в профессиональном оборудовании (стандарт AES3).
- МЭК 60958 тип II несимметричный — двухпроводной, 75-мный коаксиальный кабель с разъёмами RCA, используется в потребительской звуковой аппаратуре.
- МЭК 60958 тип III оптический — волоконно-оптический, используется пластик, но иногда стекло, с разъёмами F05, также используется в потребительской звуковой аппаратуре.

Стандарт AES-3id описывает модификацию передачи AES3 75-омным коаксиальным кабелем с подключением BNC разъёмами. В последнее время этот тип физического подключения используется в профессиональном оборудовании. Применяется тот же тип кабелей, коммутаций и разъёмов, как и для передачи аналогового или цифрового видео, в основном в вещательной индустрии.
F05 — разъём для пластикового волокна, более известный под фирменным названием фирмы Toshiba TOSLINK. Предшествующим спецификации МЭК 60958 тип II был интерфейс S/PDIF.
Стоит отметить, что стандарты AES/EBU и S/PDIF имеют различные электрические уровни.
D-25 — 25-контактный разъем типа D-sub, описывается стандартом AES59-2012 для симметричного подключения до 8 аналоговых или цифровых линий. В соответствии со стандартом, один разъем D-25 может быть использован для восьми аналоговых входов(выходов) или для восьми цифровых входов(выходов), но не может использоваться ни для смешанных сигналов — аналоговых и цифровых, - ни для смешанных аналоговых входов и выходов.

## Протокол
AES/EBU был разработан первоначально для поддержки звуковых данных, кодированных ИКМ, двух форматов — DAT и CD, c частотой дискретизации 48 кГц и 44,1 кГц, соответственно. Стандарт AES/EBU позволяет передавать данные с любой частотой дискретизации и восстанавливать частоту синхронизирующих импульсов декодированием данных, используя код с представлением единицы двойным изменением фазы (англ. Biphase mark code, BMC).
|                                      | AES3                                                 | AES3                                                 | AES3id                                               | SPDIF                                                |
| Сопротивление                        | 110 Ом                                               | 110 Ом                                               | 75 Ом                                                | 75 Ом                                                |
| Подключение                          | Симметричное                                         | Симметричное                                         | Несимметричное                                       | Несимметричное                                       |
| Используемый кабель                  | Экранированная пара                                  | Кабель категории 5                                   | Коаксиальный кабель                                  | Коаксиальный или оптический кабель.                  |
| Разъемы                              | XLR или D-25                                         | RJ-45                                                | BNC                                                  | RCA или TOSLINK                                      |
| Уровень сигнала                      | 2 — 7 В                                              | 2 — 7 В                                              | 1 В                                                  | 0.5 В                                                |
| Модуляция                            | код с представлением единицы двойным изменением фазы | код с представлением единицы двойным изменением фазы | код с представлением единицы двойным изменением фазы | код с представлением единицы двойным изменением фазы |
| Подкодовая информация                | ASCII ID текст                                       | ASCII ID текст                                       | ASCII ID текст                                       | Информация защиты от копирования SCMS                |
| Максимальное расстояние              | 100 м                                                | 400 м                                                | 1000 м                                               | 10 м                                                 |
| Максимальная разрешающая способность | 24 бита                                              | 24 бита                                              | 24 бита                                              | 20 бита (опционально 24 бита)                        |